# سمتش
سمتش (به صربی: Semeteš) یک منطقهٔ مسکونی در صربستان است که در ناحیه راشکا واقع شده‌است. سمتش ۱۵۲ نفر جمعیت دارد.